# Клайн-Роган
Клайн-Роган (нем. Klein Rogahn) — община в Германии, в земле Мекленбург-Передняя Померания.
Входит в состав района Людвигслуст. Подчиняется управлению Штралендорф.  Население составляет 1287 человек (на 31 декабря 2010 года). Занимает площадь 10,99 км².
Коммуна подразделяется на 2 сельских округа.